# Avalanche Software
Pour les articles homonymes, voir Avalanche (homonymie).
Ne doit pas être confondu avec Avalanche Studios.
Avalanche Software est un studio de développement de jeux vidéo fondé en octobre 1995 par quatre anciens programmeurs du studio Sculptured Software : John Blackburn, Todd Blackburn, James Michael Henn et Gary Penacho. Avalanche Software est basé à Salt Lake City, dans l'Utah.
Le studio est racheté en 2005 par Buena Vista Games, filiale de The Walt Disney Company, renommé Disney Interactive Studios en 2007, puis fermé en 2016, avant d’être racheté par Warner Bros. Interactive Entertainment en janvier 2017.

## Histoire
En octobre 1995, quatre anciens programmeurs du studio Sculptured Software fondent le studio Avalanche Software à Salt Lake City, dans l'Utah. Il développe des jeux pour tous les types de consoles depuis la Mega Drive et la Super Nintendo.
En avril 2005, le studio est racheté par Buena Vista Games, filiale de The Walt Disney Company,.
En 2006, Disney fonde un autre studio à Salt Lake City, Fall Line Studios, pour développer des jeux sur Nintendo DS et Wii. En raison de cette proximité géographique, le studio Fall Line fusionne avec Avalanche Software en 2009. L'équipe, dirigée par John Blackburn, s'agrandit jusqu'à atteindre 300 personnes à sa fermeture.
Le 15 janvier 2013, Avalanche Software dévoile le jeu Disney Infinity qui est associé à une gamme de jouets. Le 10 mai 2016, Disney annonce l'arrêt de la licence Disney Infinity et la fermeture du studio.
Le 24 janvier 2017, Warner Bros. Interactive Entertainment annonce avoir acheté le studio à Disney, dont le moteur Octane, pour produire un jeu associé au film Cars 3,,.

## Jeux vidéo

### Quand le studio était indépendant

Ancien logo, avant 2009

| Titre                               | Date de sortie | Plates-formes                 |
| ----------------------------------- | -------------- | ----------------------------- |
| 2 on 2 Open Ice Challenge           | 1996           | PlayStation                   |
| Ultimate Mortal Kombat 3            | 1996           | Mega Drive, Super Nintendo    |
| Mortal Kombat Trilogy               | 1996           | PlayStation                   |
| Mortal Kombat Mythologies: Sub-Zero | 1997           | Nintendo 64                   |
| Off Road Challenge                  | 1998           | Nintendo 64                   |
| NFL Blitz 2000                      | 1999           | Dreamcast                     |
| Rampage 2: Universal Tour           | 1999           | Nintendo 64, PlayStation      |
| Rampage: Through Time               | 2000           | PlayStation                   |
| Prince of Persia: Arabian Nights    | 2000           | Dreamcast                     |
| Les Razmoket à Paris, le film       | 2000           | Nintendo 64, PlayStation      |
| NFL Blitz 2001                      | 2000           | Dreamcast                     |
| Les Razmoket : La Rançon Royale     | 2002           | GameCube, PlayStation 2       |
| Tak et le Pouvoir de Juju           | 2003           | GameCube, PlayStation 2, Xbox |
| Tak 2 : Le Sceptre des rêves        | 2004           | GameCube, PlayStation 2, Xbox |
| Dragon Ball Z: Sagas                | 2005           | GameCube, PlayStation 2, Xbox |

### Après le rachat par Disney

Logo de 2009 à 2022

| Titre                                       | Date de sortie | Plates-formes                                                    |
| ------------------------------------------- | -------------- | ---------------------------------------------------------------- |
| Tak: The Great Juju Challenge               | 2005           | GameCube, PlayStation 2, Xbox                                    |
| Chicken Little                              | 2005           | Game Boy Advance, GameCube, PlayStation 2, Windows, Xbox         |
| 25 to Life                                  | 2006           | PlayStation 2, Windows, Xbox                                     |
| Chicken Little : Aventures intergalactiques | 2006           | Nintendo DS, PlayStation 2, Wii, Windows                         |
| Bienvenue chez les Robinson                 | 2007           | GameCube, Nintendo DS, PlayStation 2, Wii, Windows, Xbox 360     |
| Hannah Montana : En tournée mondiale        | 2007           | PlayStation 2, Wii                                               |
| Volt, star malgré lui                       | 2008           | PlayStation 2, PlayStation 3, Wii, Windows, Xbox 360             |
| Toy Story 3                                 | 2010           | PlayStation 3, Wii, Windows, Xbox 360                            |
| Cars 2                                      | 2011           | PC (Steam) PlayStation 3, Wii, Windows, Xbox 360                 |
| Disney Infinity                             | 2013           | PlayStation 3, Wii, Wii U, Windows, Xbox 360                     |
| Disney Infinity 2.0                         | 2014           | PlayStation 4, Xbox One, PlayStation 3, Wii U, Windows, Xbox 360 |
| Disney Infinity 3.0                         | 2015           | PlayStation 4, Xbox One, PlayStation 3, Wii U, Windows, Xbox 360 |

### Après le rachat parWarner Bros. Interactive Entertainment
| Titre                                    | Date de sortie | Plates-formes                                                        |
| ---------------------------------------- | -------------- | -------------------------------------------------------------------- |
| Cars 3 : Course vers la victoire         | 2017           | PlayStation 3, PlayStation 4, Xbox 360, Xbox One, Wii U, Switch      |
| Hogwarts Legacy : L'Héritage de Poudlard | 2023           | PlayStation 5, Xbox Series, PlayStation 4, Xbox One, Nintendo Switch |